# Бузнаго
Бузнаго (итал. Busnago) — коммуна в Италии, в провинции Монца-э-Брианца области Ломбардия.
Население составляет 5087 человек (на 2005 г.), плотность населения составляет 915 чел./км². Занимает площадь 5,84 км². Почтовый индекс — 20040. Телефонный код — 039.
Покровительницей коммуны почитается святая Анна. Праздник ежегодно празднуется 26 июля.